# Гільєрмо Ейсагірре
Гільєрмо Ейсагірре (ісп. Guillermo Eizaguirre, 17 травня 1909, Севілья — 25 жовтня 1986, Мадрид) — іспанський футболіст, що грав на позиції воротаря за «Севілью» та національну збірну Іспанії. По завершенні ігрової кар'єри — тренер, відомий роботою зі збірною Іспанії.

## Клубна кар'єра
Народився 17 травня 1909 року в місті Севілья. Вихованець футбольної школи провідного місцевого клубу «Севілья», в основній команді якого розпочав 1925 року дорослу футбольну кар'єру. Був основним голкіпером севільської команди. Його ігрова кар'єра передчасно завершилася 1936 року через початок громадянської війни в Іспанії, під час якої Ейсагірре бився на боці націоналістів, які врешті-решт здобули перемогу у цьому затяжному конфлікті. 

## Виступи за збірну
На початку 1930-х років вважався одним з найталановитіших іспанських воротарів, проте довгий час не міг дебютувати у складі національної збірної Іспанії, оскільки місце у її воротах було практично зарезервоване за легендарним Рікардо Саморою. 1934 року роззглядався як найбільш ймовірна кандидатура на місце дублера Самори у заявці збірної на перший для неї чемпіонат світу, проте його участі, хоча б й формальній, у цьому турнірі завадила травма руки, отримана незадовго до його початку. 
Дебютувати за збірну Іспанії Ейсагірре вдалося лише 5 травня 1935 року. Його сподіванням стати першим номером збірної після завершення кар'єри на 8 років старшого Самори справдитися не судилося — футбольне життя у країні повністю припинилося з початком громадянської війни. 
Тож протягом кар'єри у національній команді, яка тривала 2 роки, провів у формі головної команди країни лише 3 матчі, пропустивши 9 голів.

## Кар'єра тренера
Перший тренерський досвід отримував у рідній «Севільї», де працював з молодіжною командою.
1948 року став головним тренером національної збірної Іспанії. Під його керівництвом іспанці кваліфікувалися для участі у чемпіонаті світу 1950 року, для чого у той час їм було достатньо здолати у двоматчевому протистоянні збірну Португалії.
На самому ЧС-1950, що проходив у Бразилії і був для збірної Іспанії лише другим у її історії, іспанці впевнено провели груповий етап, обігравши всіх своїх суперників — збірні Англії, Чилі і США. На фінальному етапі, що також проходив за груповою системою, підопічні Ейсагірре розпочали боротьбу з нічиєї у грі проти збірної Уругваю, проте подальші поразки в матчах проти господарів турніру і шведів відкинули їх на підсумкове четверте місце. Утім і цей результат на той момент був найвищим досягненням збірної Іспанії на світових першостях (свій дебютний чемпіонат світу у 1934 році вони завершили ще на стадії чвертьфіналів).
Невдовзі після чемпіонату світу Ейсагірре залишив тренерський штаб збірної Іспанії, пізніше повертався на посаду її головного тренера протягом 1955—1956 років.
Помер 25 жовтня 1986 року на 78-му році життя у місті Мадрид.

## Титули і досягнення
- Володар Кубка Іспанії (1):

«Севілья»: 1935